# مقاومة مديات
كانت مقاومة مديات اشتباكًا عسكريًا بين القوات التركية والمدافعين الآشوريين في عام 1915، خلال أحداث سيفو. وقد سُميت جيوب المقاومة خلال سيفو بمقاومة مديات نسبةً إلى مديات، أكبر مدينة آشورية في طور عابدين. حيث كان الاشوريين يدافعون عن أزآخ وإيواردو. كانت مقاومة مديات أحد جيوب المقاومة القليلة المتبقية خلال سيفو التي وقعت في مديات.

## دفاع إيواردو

### خلفية
تقع قرية إيواردو (جولجوزي الحديثة) على بعد 10 كيلومترات شرق مديات عند سفح سلسلة جبلية. قبل بدء الحرب العالمية الأولى ، كان بالقرية حوالي 200 عائلة، جميعهم من الآشوريين العرقيين الذين ينتمون إلى الكنيسة السريانية الأرثوذكسية . أثناء الإبادة الجماعية الآشورية، وصل آلاف اللاجئين من جميع أنحاء طور عابدين إلى هناك بحثًا عن الأمان حيث سمح هيكل القرية بدفاع كبير من العنف الذي أعقب ذلك. حتى تلك النقطة ، انخرط الآشوريون في منطقة طور عابدين في دفاعات ضد المذابح، لكن السلطات العثمانية صورت هذا على أنه تمرد على أمل تبرير الإبادة الجماعية. وصل اللاجئون من قرى بما في ذلك حباسنوس وميديات وبوت وكفرزة وكفرو إيلويتو ومزيزة وأورناس ، وكانوا يصلون عادةً عبر أنفاق كانت سرية عن المسؤولين الأتراك. حتى أن لاجئين من خارج طور عابدين وصلوا، قادمين من قرى مثل دقلث، وبشرية، وجوزارتو، وحسنو كيفو ، وميفارقين. ويُعتقد أن إيفاردو كان يضم ما يصل إلى 7000 شخص داخل القرية قبل بدء الدفاع عنها.
بمجرد دخولهم أسوار عين وردو، تم تزويد اللاجئين بالماء والطعام (الذي كانت القرية غنية به) ثم تم تكليفهم بمهام دفاعية. كان القرويون مستعدين جيدًا لأنهم أدركوا عندما بدأت الحرب العالمية الأولى أنها ستشكل تهديدًا لهم عاجلاً أم آجلاً. لقد عززوا الأسوار حول القرية وسلحوا أنفسهم للحرب.

### الدفاع
أدرك القرويون واللاجئون أن الأتراك والأكراد كانوا قادمين إلى جولجوز، وأنشأوا ميليشيا للدفاع عن أنفسهم، والتي قادها جالو شابو. ولد شابو في عام 1875 في القرية وتلقى تعليمًا في العقائد الكنسية، مما أدى إلى تعيينه شماسًا في الكنيسة السريانية الأرثوذكسية في القرية. كان زعيم الجمعية الوطنية التي نظمت الدفاع هو مسعود بشلمان، أو ميرزا. أثناء جمع المعلومات والأسلحة من الإيزيديين المحليين ، انتبه ميرزا إلى قصص الناجين الأرمن والآشوريين الذين تم إنقاذهم، مما ساعده في التخطيط لدفاعه.
في الوقت نفسه، صدرت الأوامر للقيادة الكردية في مديات بمهاجمة إيفاردو وأرناس. ومع ذلك، أخبر عزيز آغا، زعيم منطقة مديات ، الحكومة أنه ليس لديهم ما يكفي من الجنود لمهاجمة المنطقتين، وبالتالي سيهاجمون إيفاردو فقط، ثم يذهبون إلى أرناس لاحقًا. لذلك، جمع أكراد طور عابدين ورامان، بقيادة أحمد آغا وسالم آغا، قوة قوامها 13000 رجل في ماردين. أذنت الحكومة بتوزيع الأسلحة ودفعت للرجال الذين كانوا جزءًا من القوات. توجهوا نحو إيفاردو في منتصف يوليو، ووصلوا في وقت متأخر من الليل، لبدء الحصار.
خلال هذا الحصار، صهر آشوريو إيفاردو الحديد والمواد الأخرى التي يمكن استخدامها لإنتاج الذخيرة، بالإضافة إلى قطع الأشجار وجمع الإمدادات الأخرى التي يمكنهم استخدامها. كما لعبت النساء دورًا في الدفاع، حيث كن ينادين بالهتافات عندما كانت علامات الغزو وشيكة، ويراقبن القرية. بعد ساعات من تبادل إطلاق النار، هزم الآشوريون الأكراد وطردوهم، ولكن كان هناك العديد من الضحايا على كلا الجانبين. بعد 10 أيام، هاجم الأكراد مرة أخرى فقط ليهزموا مرة أخرى، حيث فقدوا أكثر من 300 رجل. قبل بدء المحاولة الثالثة، طلب القادة الأكراد المساعدة من رؤساء بلديات ديار بكر (رشيد) وماردين (بدري). ومع ذلك، فشلت المحاولة الثالثة أيضًا وبعد 30 يومًا من المعركة، اقترح عزيز آغا معاهدة سلام بين الجانبين. التقى وفد آشوري مع عزيز لمناقشة معاهدة سلام، لكنهم رفضوا إلقاء أسلحتهم، لذلك استمرت المعركة. استمر الحصار لمدة 30 يومًا أخرى، مما أدى إلى سقوط العديد من القتلى على الجانبين.
في النهاية، انسحب الجنود الأكراد وتركوا آشوريي طور عابدين وشأنهم. أعلنوا عن مفاوض خاص بهم، بينما طلب الآشوريون واحدًا أيضًا، وهكذا وُعد سكان إيفاردو بعدم تعرضهم للأذى. استمرت مقاومتهم من 52 إلى 60 يومًا وانتهت بالنجاح. إجمالي عدد القتلى في الحصار الذي استمر 60 يومًا غير معروف، ولكنه بلغ 1000 على الأقل.

### العواقب
بعد الدفاع، بقي العديد من الآشوريين القادمين من القرى المحيطة بسبب المخاطر الجسيمة المرتبطة بالعودة إلى قراهم الأصلية. انتهى الأمر بعدد القتلى العائدين إلى قراهم إلى أن يكون أكبر من أولئك الذين قُتلوا أثناء الدفاع. فرّ شابو إلى الموصل عام 1920 ليعيش مع أعمامه، قبل أن يغادر العراق إلى القامشلي بعد ثلاث سنوات. عاش هناك حتى وفاته عام 1966.
كانت إيواردو إحدى القرى القليلة في منطقة مديات التي لا تزال صامدة في وجه الجنود العثمانيين والأكراد، على غرار آزاخ. وبفضل جهود الدفاع، تمكن ما يقرب من 6000-7000 آشوري من النجاة من الهجمات العثمانية والأكراد على القرية. وعلى الرغم من وقوع معارك وقتال أخرى في طور عابدين ( بنبيل (بلبل)، وبيت دبي، وحاح ، وحب، وكربوران (درجسيت)، وزاز )، إلا أن أقوى صمود كان في قرى آزاخ ، وإيواردو، وبسيبرين.
في الدراسات الحديثة عن سيفو، تمت مناقشة دفاع إيواردو جنبًا إلى جنب مع دفاع آزاخ كجزء من تمرد ميديات الأكبر والمقاومة الآشورية للمذابح. تُظهر الروايات الاسترجاعية كيف قام آشوريو ولاية ديار بكر بمقاومة كبيرة للقوات العثمانية والكردية على الرغم من وجود الصعاب ضدهم. ونظرًا للجهود الناجحة للدفاع عن القرية، أصبحت إيفاردو منذ ذلك الحين علامة على المسيحية السريانية في جنوب شرق تركيا، ولهذا السبب تعد منطقة طور عابدين واحدة من المناطق المسيحية الرئيسية الوحيدة المتبقية في تركيا خارج إسطنبول. تم العثور على ذكريات المقاومة والغابورو ( السريانية: ܓܢܒܪ̈ܐ ، حرفيًا "  الأبطال") في العديد من المقابلات من مصادر إعلامية آشورية وشهادات الناجين. نشر مار يوليوس يشوع جيجك ، أول رئيس أساقفة سرياني أرثوذكسي لأوروبا الوسطى، قصيدة كتبها شابو بعد الدفاع، والتي تفصل قصتها والمنطق اللاهوتي وراء معاناة الآشوريين من الجنود العثمانيين والأكراد.
في عام 2018، أوضح هانيبال ترافيس أن دفاع إيواردو كان مشابهًا لدفاع الأرمن عن فان وموسى داغ.

## دفاع آزاخ

### خلفية
تقع قرية آزاخ ( إيديل الحديثة ) على تلة على ارتفاع 1000 متر وتقع بالقرب من جزيرة ابن عمر كجزء من منطقة طور عابدين في جنوب شرق تركيا. في بداية القرن العشرين، كان عدد سكان القرية 1000 شخص فقط، وكانوا في المقام الأول من المسيحيين السريان الأرثوذكس والسريان الكاثوليك. وكان رئيس بلدية القرية ورئيس قبيلة القرية هو حنا مقدسي أمنو.
كان الآزاخ ضحية للعنف والقتل من قبل الجنود العثمانيين والأكراد خلال سيفو. في أبريل 1915، تم إرسال عضو الجمعية الوطنية للجنة الاتحاد والترقي عزيز فيزي بيرينتشزيزاده إلى جيزرة لتحريض القبائل الكردية المحلية على مهاجمة السكان غير المسلمين، ولكن تبين أن هذا كان بطيئًا. بدءًا من مايو 1915، سعت العديد من العائلات الآشورية من القرى المحيطة وكذلك بعض الأرمن إلى الحماية من المذابح، حيث أصبح من الواضح بشكل متزايد أن الهجوم قادم. بدأ الصراع عندما بدأت القبائل الكردية والميليشيات المسلمة المحلية الأخرى في مداهمة وتدمير القرى الآشورية الصغيرة في جميع أنحاء طور عابدين طوال صيف عام 1915. كانت معظم القرى غير مستعدة وسقطت بسرعة في أيدي الغزاة الأكراد في يونيو ويوليو.
كانت الدولة العثمانية تُدرك تمامًا أنها تُمارس ضغوطًا على السكان غير الأرمن. ومن خلال نظام المِلّة العثماني ، أُطلق على أتباع كنيسة المشرق اسم "النسطوريين"، وعلى أتباع الكنيسة السريانية الأرثوذكسية اسم "السريانيين"، وعلى أتباع الكنيسة الكلدانية الكاثوليكية اسم "الكلدانيين". ولأن الحملة لم تكن جزءًا من خلفية المشاعر المعادية للأرمن في الحكومة العثمانية، فمن المرجح أن الظروف المحلية هي التي دفعت آشوريي المنطقة إلى الهجوم. وبينما كانوا يُسلحون ويُبدون مقاومة، أصدر طلعت باشا أمرًا بطردهم نهائيًا من جبال هكاري . وأمر وزير الحرب أنور باشا بقمع آزاخستان "بأقصى درجات الشدة".
بحلول شهر يوليو، تجمع أكثر من ألف مدافعٍ مُصمّم في قرية آزاخ . شُكّلت مجموعة من 50 متطوعًا، تُعرف باسم "فدائي يسوع"، وشُيّدت أعمال الدفاع. يُدعى زعيم المجلس الوطني الآزاخي الذي نظّم المقاومة إيشو حنا غابري، ومن بين الأعضاء الآخرين: توما عبد كيتي، وبهنان إيسكو، ومراد حنوش، وأندراوس حنا إيليا، ويعقوب حنا غابري، وبهنام عقراوي. حُوصرت قرية آزاخ لأول مرة في منتصف شهر أغسطس.

### الدفاع
تم الهجوم على آزاخ لأول مرة في 18 أغسطس من قبل تجمع من القبائل الكردية، مما أدى إلى هجوم مضاد من قبل فدائيي القرية بقيادة ابن زعيم القرية. في ليلة 26 أغسطس، تمكنوا من السيطرة على مواقع استراتيجية وتدميرها، مما دفع الأكراد إلى الانسحاب من آزاخ في 9 سبتمبر بعد تكبدهم خسائر فادحة. ومع ذلك، دفع ذلك السلطات العثمانية إلى نشر قوات منتظمة ضد دفاع آزاخ. تم نقل القضية من المسؤولين المدنيين إلى العسكريين للتعامل معها.
تم إبلاغ الجنرال خليل بشكل خادع أن "ألف مسلح أرمني تجمعوا مؤخرًا وبدؤوا في الهجوم على القرى المسلمة المجاورة وقاموا بمجزرة ضد سكانها"، بينما كان يمر عبر المنطقة مع وحدة من الجيش في طريقها إلى بغداد، مشابهًا لقوة استكشافية تركية-ألمانية كانت مكلفة بالتسلل إلى إيران، بقيادة عمر ناجي بك، مع وحدة ألمانية يقودها ماكس إروين فون شوبنر-ريختير. تم تحويل هذه القوة الاستكشافية المكونة من 650 فارسًا وقطعتين من المدفعية إلى آزاخ حيث كانت تسافر في نفس الاتجاه، وتم تكليفها بقمع المتمردين الذين اتهموا زورًا بـ "ذبح المسلمين في المنطقة". كان ناجي بك قد ادعى سابقًا أن سكان آزاخ كانوا "متمردين أرمن" ارتكبوا مجازر رهيبة ضد السكان المسلمين، لكنه لم يذكر القرى التي قيل إن المسلمين قد تم قتلهم فيها.
يعتقد المؤرخ الفرنسي ريمون كيفوركيان أن هذه الادعاءات كانت تهدف لتورط الألمان في المجازر ولإضفاء الشرعية على العمليات العسكرية ضد الآشوريين في آزاخ. في 29 أكتوبر 1915، طلب ناجي بك تعزيزات للمساعدة في الحصار، بينما أمر طلعت باشا بإرسال 500 مجاهد تحت قيادته لمساعدة ناجي.
تفاعلت الوحدة الألمانية بشكل سلبي مع هذا القرار حيث لم يسمح شوبنر-ريختير بأي مشاركة من قواته الألمانية. وفقًا لسيرة بول ليفيركهن (سيرته الذاتية)، لم يكن شوبنر-ريختير مقتنعًا بالاتهامات التركية ولم يعتقد أن هناك تمردًا حقيقيًا. تم مناقشة هذا الموضوع من قبل المارشال العام فيلد فوش كولمار فون دير غوليتس، بينما استشار السفير في القسطنطينية كونستانتين فون نويراث المستشار ثيودولف فون بيثمان هولويغ حول كيفية الرد على استهداف المواطنين المسيحيين العثمانيين في الأناضول. كتب نويراث:
"طلب المارشال العام جاء نتيجة للحملة ضد عدد من المسيحيين من طائفة السريان الذين تم التخطيط لها منذ فترة طويلة. هؤلاء الحلفاء مع الأرمن قد تحصنوا في تضاريس صعبة بين ماردين وميديات من أجل الهروب من المجازر التي نظمها والي ديار بكر."
قرر الجنرال فون دير غوليتس، بالإضافة إلى القادة العسكريين الألمان الآخرين المشاركين، منع أي مشاركة عسكرية ألمانية في حصار آزاخ. في وقت لاحق، عكس شوبنر-ريختير رأيه وقال إن الاتهامات التركية كانت على الأرجح خدعة لإقناع الألمان بالمشاركة في الحصار. في هذه الأثناء، بدأ ناجي بك أيضًا في التشكيك في الاتهامات.
في 7 نوفمبر، بدأ الجيش العثماني هجومه الأمامي على قرية آزاخ، وكان الهجوم فاشلاً مع تكبدهم خسائر فادحة. على الرغم من وجود مفاوضات بشأن العرق غير الأرمني للسكان في القرية، حيث كانت تُناقش بجانب أحداث الحصار، لم يكن لذلك أي فائدة. في 13-14 نوفمبر، وقع هجوم مفاجئ على المعسكر التركي. قُتل عدد كبير من الجنود والضباط، مما أدى إلى فوضى بين الجنود الأتراك الباقين في المعسكر، مما دفعهم إلى الفرار. مع هذا الانتصار، تمكن فدائيي آزاخ من الاستيلاء على كميات كبيرة من الأسلحة الحديثة التي تركها الجنود الأتراك وراءهم. أصبحت الحملة العثمانية على قرية آزاخ الصغيرة كارثة عسكرية حيث أبدت القرية مقاومة غير متوقعة. في 21 نوفمبر، بدأ عمر ناجي بك في التفاوض من أجل هدنة.
قام الآشوريون في ولاية ديار بكر بمقاومة كبيرة. على مدار شهور، فشلت القبائل الكردية والجنود الأتراك بقيادة عمر ناجي بك في إخضاع سكان القرية من السريان الأرثوذكس والسريان الكاثوليك الذين انضم إليهم لاجئون أرمن وآشوريون من القرى المجاورة، وفي النهاية اضطر ناجي بك إلى إعلان هدنة لاستعادة بعض من شرفه. قيل إن قادة آزاخ قد حلفوا قائلين: "كلنا سنموت في وقت ما، فلا تموتوا في العار والذل." في نوفمبر 1915، كتب كامل باشا إلى انور باشا قائلاً إنه اضطر إلى إيقاف الهجوم على القرية بعد الدفاع عنها، ودعا إلى تأجيل أي اشتباك آخر حتى وقت أكثر مناسبة.

### العواقب
بعد نهاية الحرب العالمية الأولى وتأسيس جمهورية تركيا الكمالية، قرر سكان قرية آزاخ في 1927 تسليم أسلحتهم للحكومة التركية بعد الحصول على ضمانات للأمن من الدولة. بعد أن تم تجريد السكان من أسلحتهم، قامت عوامل الأمن القومي التركي باغتيال وسجن أعضاء من جمعية آزاخ الوطنية، بينما تم مطاردة البقية من قبل محاكم ديار بكر. عقب ثورة كردية ويزيدية ضد الحكومة التركية، تعرض الآشوريون من آزاخ للترحيل إلى بغداد، مع مقتل جماعي واغتصاب تبع ذلك. بعض سكان آزاخ هاجروا إلى البرازيل من إسرائيل/فلسطين بعد الإبادة الجماعية.
تُظهر الحسابات الرجعية للدفاع عن آزاخ كيف أن الآشوريين في ولاية ديار بكر قاوموا بشكل كبير ضد القوات العثمانية والكردية. على الرغم من وقوع معارك أخرى في طور عبدين (بنبيل، بيت ديبّه، هه، هبّوب، كيربورن، وزاز)، إلا أن أقوى مقاومة كانت في قرى آزاخ، إيفاردو، وباسيبرين. اليوم، تبقى قصة الدفاع حية بفضل لغة عامية عربية كتبها معلم من القرية، غبرييل توما-هيندو، والتي تروي أحداث الحصار قبل وأثناء وبعد.
هاجر العديد من الآشوريين الذين كانوا من أصل آزاخ إلى الملاكية في شمال شرق سوريا، جالبين معهم لهجة عربية فريدة. في المدينة توجد كنيسة السيدة العذراء للسريان الأرثوذكس، التي تكريماً لذكرى قصة دفاع آزاخ. في بعض الروايات عن القصة، يُنسب انتصار "فدائيي يسوع" إلى العذراء مريم واحتفاظها بالقرية خلال الحصار، ويظل هذا جزءًا أساسيًا من الذاكرة الجماعية لكل من سيفو والدفاع عن آزاخ لتفريق الآشوريين عن الأكراد في سوريا. مثل الآشوريين في القحطانية، كثيرًا ما لا تُنقل قصص الدفاع إلى الأجيال الجديدة، بسبب تشكيل هوية دينية فريدة.

## أنظر أيضا
آغا بطرس
مالك خوشابا